# John Holmwood
John Holmwood (* 8. September 1950) ist ein britischer Soziologe und seit 2010 emeritierter Professor an der University of Nottingham.
Von 2012 bis 2014 amtierte er als Präsident der British Sociological Association.
Bevor Holmwood nach Nottingham ging, war er Professor in Edinburgh, Sussex und Birmingham. Er ist ein Verfechter der öffentlichen Soziologie, zu seinen Forschungsschwerpunkten zählen soziologische Theorie, Geschichte der Soziologie, Kolonialismus und Ungleichheit.

## Schriften (Auswahl)
- Mit Gurminder K. Bhambra: Colonialism and modern social theory. Polity, Cambridge/Medford 2021, ISBN 978-1-5095-4129-4.
- Founding sociology? Talcott Parsons and the idea of general theory. Longman, London/New York 1996, ISBN 0-582-29165-8.
- Mit Alexander Stewart: Explanation and social theory. St. Martin’s Press, New York 1991, ISBN 0-312-06575-2.